# Just Until...
Just Until... – minialbum amerykańskiego rapera Cordae, wydany 22 kwietnia 2021 roku nakładem wytwórni Atlantic Records. EP zawiera gościnne występy Q-Tipa i Young Thuga.

## Lista utworów
1. „More Life” (feat. Q-Tip) – 3:52
2. „Dream in Color” – 3:45
3. „Wassup” (feat. Young Thug) – 1:06
4. „Thornton Street” – 2:55